# Drevenik
Drevenik – wieś w Słowenii, w gminie Rogaška Slatina. 1 stycznia 2018 liczyła 79 mieszkańców.
We wsi znajdują się dwa kościoły. Kościół gotycki pod wezwaniem świętego Leonarda wybudowany w XV wieku z XVII-wieczną dzwonnicą oraz drugi kościół pod wezwaniem świętego Mikołaja.